# フランシス・エイガー＝ロバーツ (第7代クリフデン子爵)
第7代クリフデン子爵フランシス・ジェラルド・エイガー＝ロバーツ（英語: Francis Gerald Agar-Robartes, 7th Viscount Clifden、1883年4月14日 - 1966年7月15日）は、イギリスの自由党に所属していた政治家である。

## 生涯
1883年、父第6代クリフデン子爵トマス・エイガー＝ロバーツとその妻メアリーの間に次男として生まれる。兄であるトマス・エイガー＝ロバーツが第一次世界大戦で戦死したため、子爵位の法定推定相続人となった。
イートン・カレッジ及びオックスフォード大学クライスト・チャーチで教育を受けた上流階級の一員である。
1930年に父の跡を継ぎ、クリフデン子爵としてイギリス貴族院に自由党議員で入る。1940年から1945年までの第1次チャーチル内閣では侍従職（Lord-in-Waiting; 貴族院の与党院内幹事）に就き、貴族院を奔走した。
その後、彼は1966年に83歳で死去した。生涯独身を貫いたため、弟のアーサー・エイガー＝ロバーツがクリフデン子爵を継承した。